# Парамоново (санно-бобслейная трасса)
Первая искусственная трасса в России для санного спорта, бобслея и скелетона, расположенная в деревне Парамоново Дмитровского района Московской области в 40 км от Москвы.

## История строительства и эксплуатации
Единственная отечественная трасса с искусственным покрытием для саней и бобслея после распада Советского Союза осталась в латвийском городе Сигулда, и российским спортсменам за неимением своей трассы приходилось тренироваться в Латвии, там же проводились ежегодные чемпионаты России по бобслею, санному спорту и скелетону. Поскольку, россиянам в этих видах спорта удалось достичь значительных успехов, назрела необходимость постройки собственного санно-бобслейного комплекса на территории Российской Федерации.
Первый камень новой трассы был заложен в феврале 2007 года президентом FIL Йозефом Фендтом, строительство завершилось в декабре.
Официальное открытие с участием президента Дмитрия Медведева состоялось 10 марта 2008 года. Временный сертификат на проведение соревнований от Международной федерации санного спорта трасса получила 18 марта 2009 года.
Общая стоимость строительства составила 45 миллионов долларов США. Трасса спроектирована и создана на основе исключительно российских технологий и предприятий. Проектирование профиля трассы выполнялось в Институте механики МГУ (руководитель Александр Остроумов, лаборатория Александра Шахназарова). Проектирование выполняло ОАО «Стройпроект», строительство осуществлялось компанией ООО «МиТ». Холодильная установка сделана и установлена ООО «Русьэнергомонтаж».
8 декабря 2009 года трасса получила полноценный сертификат на проведение соревнований любого уровня сроком на 10 лет.
12 декабря 2009 года на пресс-конференции в заключительный день соревнований второго этапа Кубка мира по санному спорту среди юниоров руководитель жюри австриец Кристоф Швайгер поблагодарил организаторов и назвал комплекс «Парамоново» уникальным спортивным сооружением, на котором используются экологически чистые нанотехнологии в намораживании льда и чётко отработана система электронного хронометража.
Как следствие — временный эксплуатационный сертификат, выданный специальной комиссией FIL санно-бобслейной трассе «Парамоново», в канун состязаний был заменён на постоянный сроком на 10 лет.

Санно-бобслейный комплекс в Парамоново после завершения строительства в 2008 году

16 февраля 2012 года, в преддверии президентских выборов, здесь побывал премьер-министр Владимир Путин, он в качестве второго пилота прокатился в бобслейных санях и похвалил сотрудников этого спортивного объекта: «В Парамоново на меня благоприятное впечатление произвели боевая, рабочая атмосфера, хороший настрой».
Перед началом сезона-2013/14 трасса была закрыта под предлогом грядущей реконструкции, которая до января 2019 г. так и не началась.
В мае 2022 года президент Федерации бобслея России Елена Аникина заявила, что до сих пор закрытую трассу нужно снести, а на ее месте построить новую.

## Проведённые соревнования
22 и 23 марта 2009 года в Парамоново прошёл чемпионат России по санному спорту, 11 и 12 декабря состоялись заезды этапа Кубка мира по санному спорту среди юниоров. Первый этап взрослого Кубка мира по санному спорту датирован 13 февраля 2011 года, символично, что в программе одиночных саней победу одержал титулованный российский саночник Альберт Демченко.
- Этап Кубка мира по санному спорту (12 — 13 февраля 2011)
- Этап Кубка мира по санному спорту (25 — 26 февраля 2012)
- Чемпионат Европы по санному спорту 2012

## Критика
Из-за несовершенства конструкции жёлоба с момента сдачи трассы здесь ни разу не проводились крупные соревнования по бобслею и скелетону, при этом многие отечественные спортсмены и функционеры в интервью подвергали её критике. Так, один из лидеров сборной России по скелетону, Сергей Чудинов, отмечал следующее: «Трасса в Парамоново функционирует уже два года, но мы и пробовать не хотим на ней тренироваться. Она просто неправильная, входы и выходы из виражей на этой трассе все квадратные, неудобные. Так никто не строит, а наши решили почему-то так построить. Там можно только какие-то детские соревнования проводить». По словам президента Федерации бобслея и скелетона России Георгия Беджамова, чтобы запустить на эту трассу бобы-четвёрки, необходимо внести сначала существенные коррективы в жёлоб, а потом провести омологацию специалистами FIBT. В настоящее время[какое?] идут работы над устранением недочётов, направленные в первую очередь на повышение уровня безопасности, — функционеры планируют использовать Парамоново если не в спортивных целях, то в коммерческих, предоставляя возможность прокатиться всем желающим.
Главный тренер сборной России по санному спорту Валерий Силаков жаловался, что несмотря на существование этой трассы, им всё равно приходится ездить тренироваться в Норвегию, Латвию и Германию: «Трасса в Парамонове была сдана не вчера, но там до сих пор есть проблемы. Московская область от этого объекта отказалась, а ФГУ ЦСП Министерства спорта РФ его ещё не принял. По сути, дорогостоящее сооружение оказалось бесхозным, потому и не были выделены средства, чтобы довести до ума. Насколько я знаю, частично там не работает водопровод, есть мелкие недоделки».

## Инциденты
27 февраля 2013 года на трассе получил тяжёлые травмы шестнадцатилетний скелетонист Глеб Скачков из Златоуста, который участвовал в соревнованиях VI Зимней Спартакиады учащихся России. У него были зафиксированы черепно-мозговая травма, ушиб головного мозга. По мнению главного инженера спортивного комплекса, травмы были получены в результате плохой подготовки спортсмена и собственной ошибки на спуске.
22 февраля 2013 года на той же спартакиаде 14-летняя девушка вылетела из саней и получила сотрясение мозга и ушиб спины. Она рассказала журналистам: «В Парамоново очень страшная трасса, говорят, что она опасна для санного спорта».
Зимнюю спартакиаду учащихся России, в которых участвуют юноши и девушки 1996—1998 годов рождения, всегда проводили в латвийской Сигулде. Но в этом году организаторы решили перенести её в «Парамоново». Трасса в «Парамоново» не пригодна для таких опасных соревнований. Роковые ошибки были допущены при проектировании, которое велось без участия самих спортсменов. Взрослые саночники отказались там тренироваться и потребовали реконструкции.
В феврале 2012 году российский саночник, член олимпийской сборной команды России с 1998 года Виктор Кнейб получил там тяжёлую травму — ушиб головного мозга, смог восстановиться только к декабрю. Он заявил, что «трассу нужно переделать, в её нынешнем состоянии проводить там соревнования очень опасно. Если я и буду тренироваться там, то только с женского старта».

## Технические данные
- старт в вышках (3 шт.)
  - сани-мужской — 31 метр над землей (первая вышка)
  - бобслей и скелетон — 27 метров над землей (первая вышка)
  - сани-женский и двойки — 14 метров над землей (вторая вышка)
  - сани-юниорский — 6 метров над землей (третья вышка)
- 16 (с учетом прямой-кривой — 19) поворотов
- максимальный угол наклона — 15 %
- максимальный перепад высот — 108,9 метров:
- максимальная длина — 1653 метра
- максимальная расчетная скорость — 133 км/ч
- максимальная перегрузка — 4,57 G
- система охлаждения на основе углекислого газа

### Конфигурации
- трасса для бобслея и скелетона — 1405,5 метров, перепад 100,8 метров
- сани-мужчины — 1401,0 метров, перепад 104,9 метров
- сани-женщины и двойки — 1248,5 метров, перепад 85,1 метров
- сани-юниоры — 1179,6 метров, перепад 74,1 метров
- сани-детские — 979,0 метров, перепад 42,0 метров
- тренировочный старт для бобслея — 1121,5 метров, перепад 61,9 метров[20]